# بيلي جليسون
بيلي جليسون (بالإنجليزية: Billy Gleason)‏ هو لاعب كرة قاعدة أمريكي، ولد في 6 سبتمبر 1894 في شيكاغو في الولايات المتحدة، وتوفي في 9 يناير 1957 في هوليوك في الولايات المتحدة.

## وصلات خارجية
- بيلي جليسون على موقعبيزبول رفرنس.كوم (الدوري الرئيسي) (الإنجليزية)
- بيلي جليسون على موقعبيزبول رفرنس.كوم (الدوري الثانوي) (الإنجليزية)